# スピリルム目
スピリルム目（スピリルムもく、Spirillales）は真正細菌Pseudomonadota門ベータプロテオバクテリア綱の目の一つである。

## 特徴
細胞は球状であり、2カ所の細胞極における鞘状鞭毛の房によって運動する。各房は個別の鞘で覆われており、位相差顕微鏡では容易に観察でき、一見一本の太い極鞭毛のように見える。硫化物又は多硫化物が有る環境で増殖するとき、細胞は硫黄元素の球状塊を蓄積する。カタラーゼについては不活性又は非常に低い活性を示す。偏性または通性微好気性である。増殖は低NaCl濃度（0.5%未満）でのみ起こる。ペプトン及びカゼイン加水分解物は窒素源として利用される。培養には増殖因子及びビタミンが必要である。主要な脂肪酸は16:0、16:1、及び18:1である。代表的には、硫化物を含む淡水及び人為的な水生環境に広く分布している。

## 下位分類（科）
以下の科を含む(2024年9月現在)。
- Gallionellaceae　ガリオネラ科

Henrici and Johnson 1935 (IJSEMリストに記載 1980)、修正　Boden et al. 2017
(IJSEMリストに記載 2017)、修正　Kojima et al. 2021 (IJSEMリストに記載 2021)
- Methylophilaceae　メチロフィラス科

Garrity et al. 2006 (IJSEMリストに記載 1980)
- Nitrosomonadaceae　ニトロソモナス科

Garrity et al. 2006 (IJSEMリストに記載 1980)
- Spirillaceae　スピリルム科

Migula 1894 (IJSEMリストに記載 1980)
- Sterolibacteriaceae　ステロリバクテリウム科

Boden et al. 2017 (IJSEMリストに記載 2017)
- Sulfuricellaceae

Watanabe et al. 2015 (IJSEMリストに記載 2015)、修正　Kojima et al. 2021 (IJSEMリストに記載 2021)
- Thiobacillaceae　チオバシラス科

Boden et al. 2017 (IJSEMリストに記載 2017)
- Usitatibacteraceae

Vieira et al. 2021 (IJSEMリストに記載 2021)